# Осломей (община)
Община Осломей (мак. Општина Осломеј) — община в Північній Македонії. Адміністративний центр — село Осломей. Розташована на заході  Македонії, Південно-Західний статистично-економічний регіон, з населенням 10 425 мешканців, які проживають на площі — 121,09 км².